# براينت مكفادين
براينت مكفادين (بالإنجليزية: Bryant McFadden)‏ هو لاعب كرة قدم أمريكية أمريكي، ولد في 21 نوفمبر 1981 في هوليوود في الولايات المتحدة.

## وصلات خارجية
- الموقع الرسمي
- براينت مكفادين على موقع مرجع كرة القدم المحترفة.كوم (الإنجليزية)